# Castelli di Laxenburg
I castelli di Laxenburg/Lassemburgo sono castelli e ville posti alla periferia di Vienna, presso il villaggio di Laxenburg, nella Bassa Austria.
I castelli divennero proprietà della famiglia degli Asburgo nel 1333 come residenza estiva alternativa al palazzo di Schönbrunn. Il palazzo Blauer Hof vide la nascita di alcuni membri della famiglia reale, tra i quali il principe Rodolfo d'Asburgo-Lorena.  Un altro castello nei pressi del complesso è quello di Franzensburg.
Attualmente i castelli sono utilizzati per eventi, conferenze e concerti, oltre che come museo per preservare i vari dipinti e mobili preziosi che contengono all'interno.

## Storia

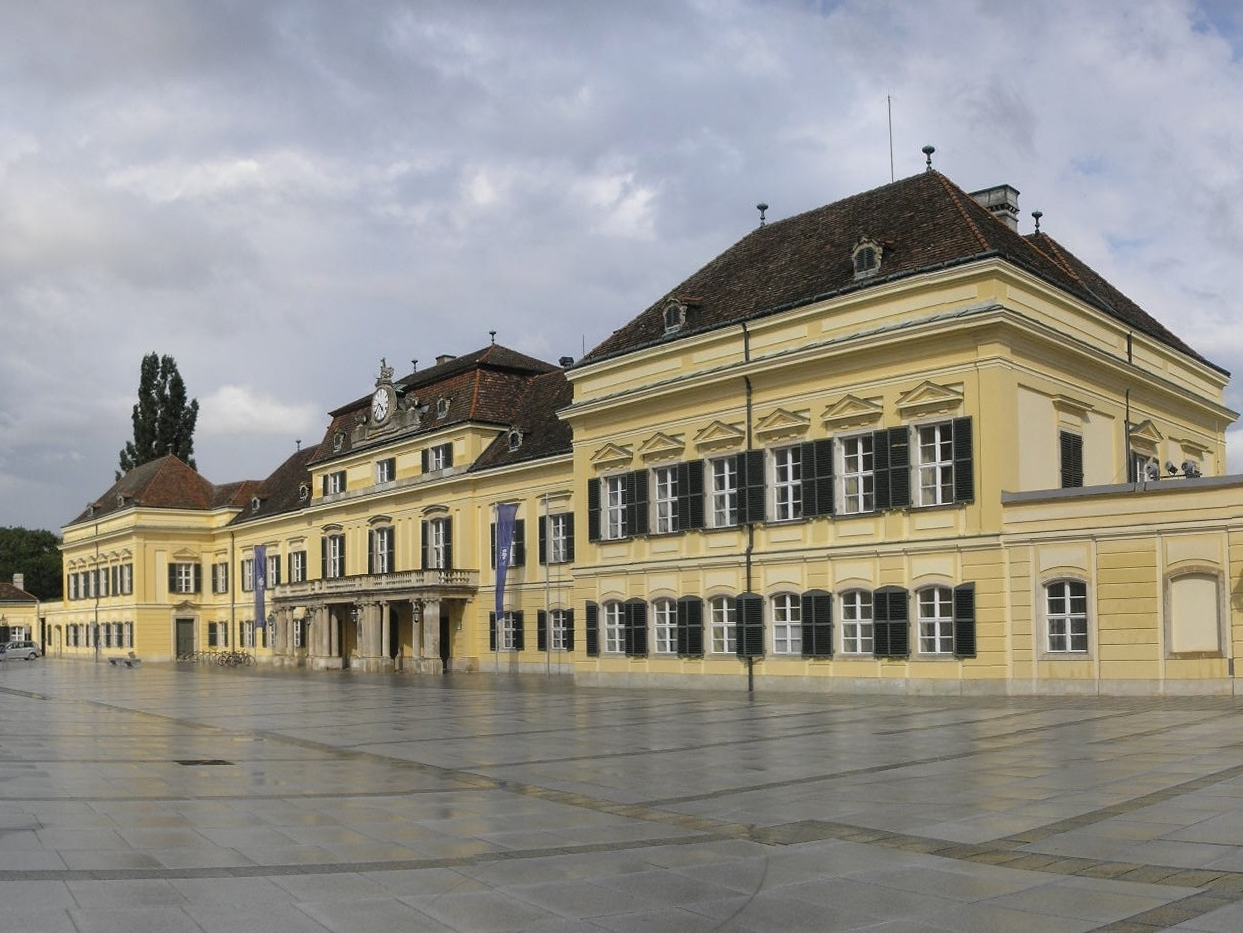
La Blauer Hof nel complesso dei castelli di Laxenburg.

Il vecchio castello di Laxenburg divenne possedimento degli Asburgo nel 1333 e venne ampliato dal suo progetto originario nel Seicento dall'architetto italiano Lodovico Burnacini. La Blauer Hof ("Corte blu") o Neues Schloss (Castello Nuovo) venne costruito nel 1745 durante il regno dell'Imperatrice Maria Teresa d'Austria e come tale presenta degli interni con decorazioni rococò.
La chiesa di Laxenburg, la prima costruita in stile barocco a nord delle Alpi, venne eretta tra il 1693 ed il 1703 ad opera di Carlo Antonio Carlone e continuata dal 1703 al 1724 da Matthias Steinl.
Dopo il 1780, i giardini del castello vennero rifatti in stile inglese. Nel medesimo secolo venne anche eretto su di un'isola artificiale il castello di Franzensburg che prese il proprio nome dall'Imperatore Francesco I di Lorena.
Nel 1919 la città di Vienna divenne proprietaria dei castelli e dopo l'Anschluss nel 1938 la municipalità di Laxenburg divenne parte della città di Vienna. Successivamente il complesso passò all'International Institute for Applied Systems Analysis (IIASA).
Tra i membri della famiglia imperiale nati a Laxenburg si ricordano:
- Gisella d'Asburgo-Lorena, (15 luglio 1856, Laxenburg - 27 luglio 1932, Monaco), arciduchessa d'Austria-Ungheria, figlia di Francesco Giuseppe d'Austria e dell'Imperatrice Elisabetta di Baviera.
- Rodolfo d'Asburgo-Lorena (21 agosto 1858, Laxenburg - 30 gennaio 1889, Mayerling), arciduca d'Austria-Ungheria, figlio di Francesco Giuseppe d'Austria e dell'Imperatrice Elisabetta di Baviera.

- Elisabetta Maria d'Asburgo-Lorena (2 settembre 1883, Laxenburg - 16 marzo 1963, Vienna), arciduchessa d'Austria-Ungheria, figlia di Rodolfo d'Asburgo-Lorena e della principessa Stefania del Belgio.

Il motto del parco dei castelli di Laxenburg è:
Laxenburg ist kein Schloss,

Laxenburg ist keine Stadt;

Aber es ist ein schöner Ort,

Der seiner Majestät gefällt.

Laxenburg non è un castello,

Laxenburg non è una città;

ma è un luogo bello,

che piace a sua Maestà.